# Lista împăraților din Dinastia Qing
Dinastia Qing sau manciuriană (1636-1912) a fost creată de Hong Taiji. Pe 6 iunie 1644 Prințul Regent Dorgon a capturat Peking-ul, transformându-l în capitală a Dinastiei Qing. Pe 30 octombrie 1644 a fost eliminată complet toată Dinastia Ming.
Pe la începutul secolului XIX, Rajul Britanic (companie britanică care făcea comerț în India) a început să facă comerț cu China. În timp ce chinezii ofereau britanicilor ceai și bunuri de lux, englezii făceau opium (un drog halucinogen care de obicei este fumat) cu ajutorul macilor indieni pe care-l ofereau la schimb. În 1839 un oficial chinez a încercat să oprească comerțul cu opium. Drept urmare, Marea Britanie a declarat război Chinei. Într-un an chinezii au fost învinși și Hong Kong a devenit colonie britanică. A mai urmat un al doilea război, câștigat tot de britanici. În 1850 a murit și împăratul Daoguang. E urmat de fiul său, Xiafeng. Xiafeng a condus țara 11 ani și moare în 1861. Cum fiul său și noul împărat, Tongzhi, avea doar 6 ani, fosta împărăteasă (Cixi) a preluat regența. Cixi a dus o politică de izolare și a refuzat să modernizeze China. Împăratul Tongzhi a murit în 1875, fără copii. Drept urmare ajuns la putere nepotul de frate a lui Cixi, Guangxu (în vârstă de 4 ani). Când a mai crescut, Guangxu încerca disperat să transforme China într-o mare putere dar Cixi îl împiedica. În anii 1890 China a pierdut un război cu Japonia. Drept urmare Taiwan și Pescadores revin Japoniei. Și Regatul Coreei ajunge sub tutela Japoniei. Apoi în 1900 a început o răscoală. De sigur că Statele Unite, Marea Britanie, Italia, Franța, Japonia, Belgia, Germania și Austro-Ungaria s-au amestecat și au mai smuls fiecare câte un petic de teren. Guangxu s-a apucat imediat de reforme dar în noiembrie 1908 a fost otrăvit cu arsenic, probabil de Cixi. Cixi nu se grăbea prea mult să aleagă moștenitorul. Totuși a murit și ea peste o lună, la 74 de ani. Pe patul de moarte l-a desemnat împărat pe nepotul de frate al răposatului Guangxu, Pu Yi de doar 2 ani. El a fost încoronat împărat al Chinei sub numele de Xuantong. Ca regent a fost desemnat tatăl său de 30 de ani. Totuși în 1911 a început Revoluția Xinhai iar la  12 februarie 1912 Dinastia Qing a fost oficial depusă și înlocuită de o republică.
În timpul Dinastiei Qing, China și-a atins apogeul cultural și teritorial. Cu toate acestea, manciurienii au impus un regim rasist, greu de tolerat de chinezi. Manciurienii nu se puteau cupla cu chinezii iar un chinez nu putea pune piciorul în Manciuria. De asemenea, portul manciurian trebuia preluat de toate etniile/rasele care trăiau în imperiu.

## Lista împăraților din Dinastia Qing
- Hong Taiji (1636-1643)
- Shunzi (1643-1661)
- Kangxi (1661-1722)
- Yongzheng (1722-1735)
- Qianlong (1735-1796)
- Jiaqing (1796-1820)
- Daoguang (1820-1850)
- Xianfeng (1850-1861)
- Tongzhi (1861-1875)
- Guangxu (1875-1908)
- Pu Yi (1908-1912)

Pe 12 februarie 1912 Pu Yi a abdicat, Sun Yat-sen fiind proclamat președinte al Chinei, iar monarhia a fost abolită. Astfel s-a pus capăt celor 268 de ani de dominație manciuriană în China.